# Bastionsparken

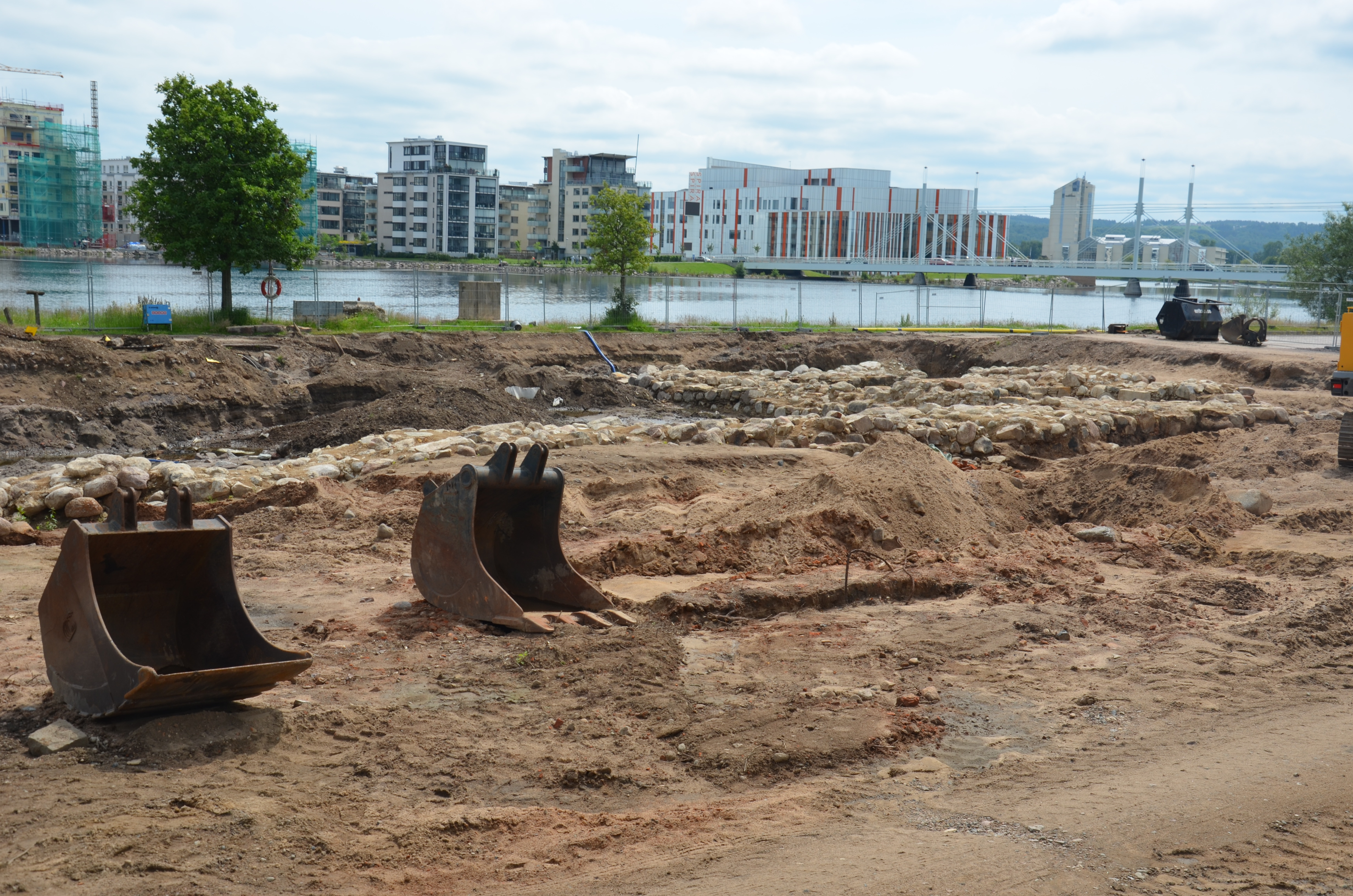
Utgrävningar av bastionen Adolphus, 2012

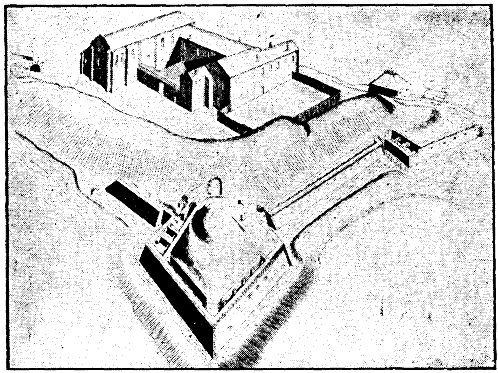
Jönköpings slott och påbörjade fästningsverk, sedda från sydväst. Ritning 1605 av Hans Fleming. Bastion Carolus syns till höger.

Bastionsparken är en park vid nordvästra stranden av Munksjön på Väster i Jönköping. Parken anlades 2017 ovanpå ett utgrävningsområde för bastionen Carolus till det tidigare Jönköpings slott. 
Bastion Carolus var den sydöstra av de fyra bastioner, som utgjorde den inre befästningsgördeln runt Jönköpings slott från tidigt efter sekelskiftet 1500/1600. De andra var Gustavus i sydväst, Adolphus i nordväst och Christina i nordost. Bastionen Carolus, sträckte sig fram till dåtidens Munksjöstrand, var sannolikt färdig till staden nedbränning 1612.
Jönköpings läns museum genomförde 2011–2014 utgrävningar av delar av bastion Carolus och ett parti av den östra fästningsmuren och den strand som låg nedanför.
Den park, som anlades under andra hälften av 2010-talet, består av en gräsyta med ett antal träd, som inramas av kalkstensmurar, samt en vallgrav planterad med stäppsalvia. Över planteringarna spänner vindbryggor i azobéträ. Under parken finns kvar försvarsanläggningen från 1600-talet. Parken har utformats av Niklas Bosrup och kollegor på Sydväst arkitektur och landskap.

## Bildgalleri

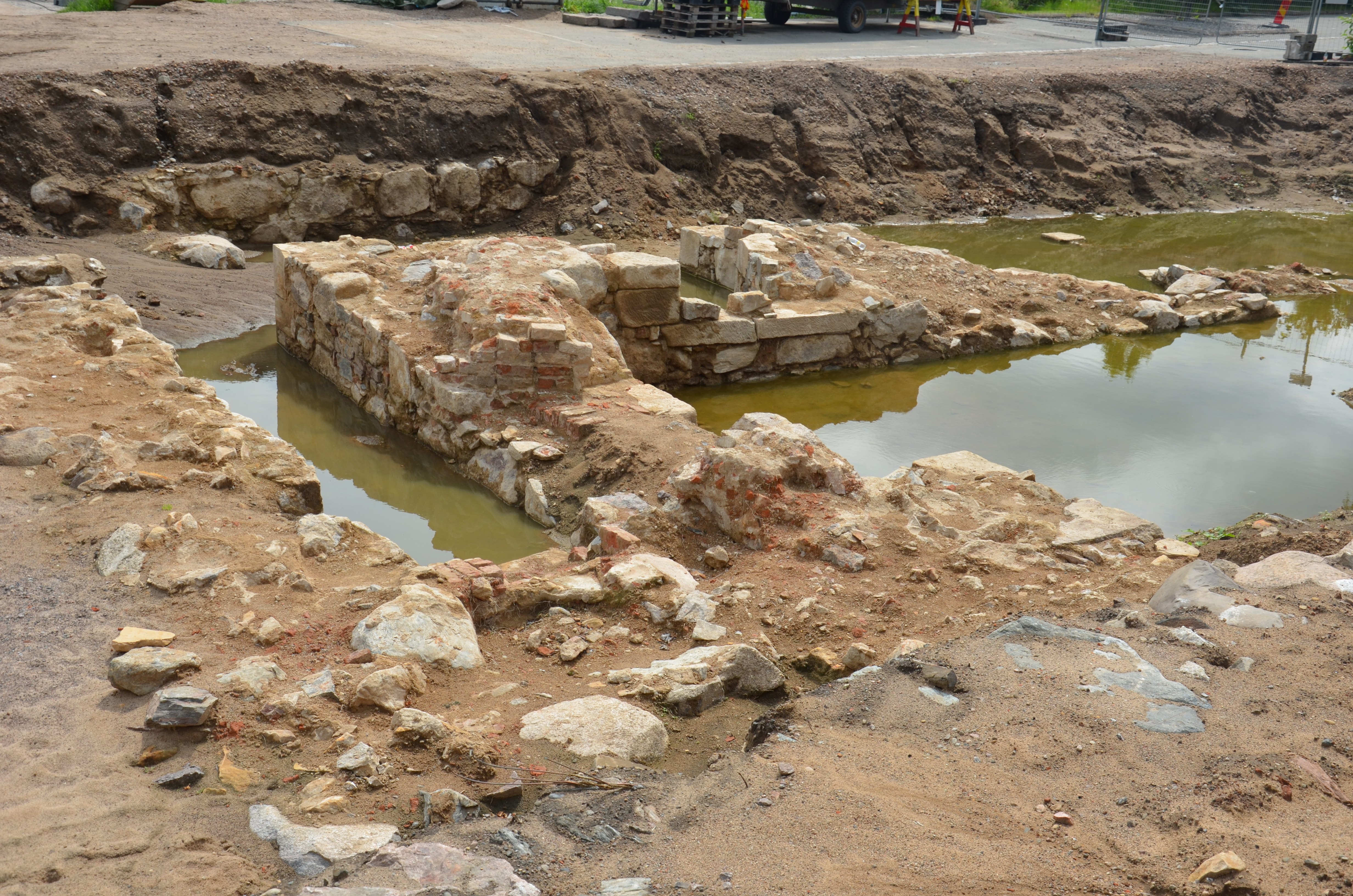
Utgrävning av bastion Carolus, 2012
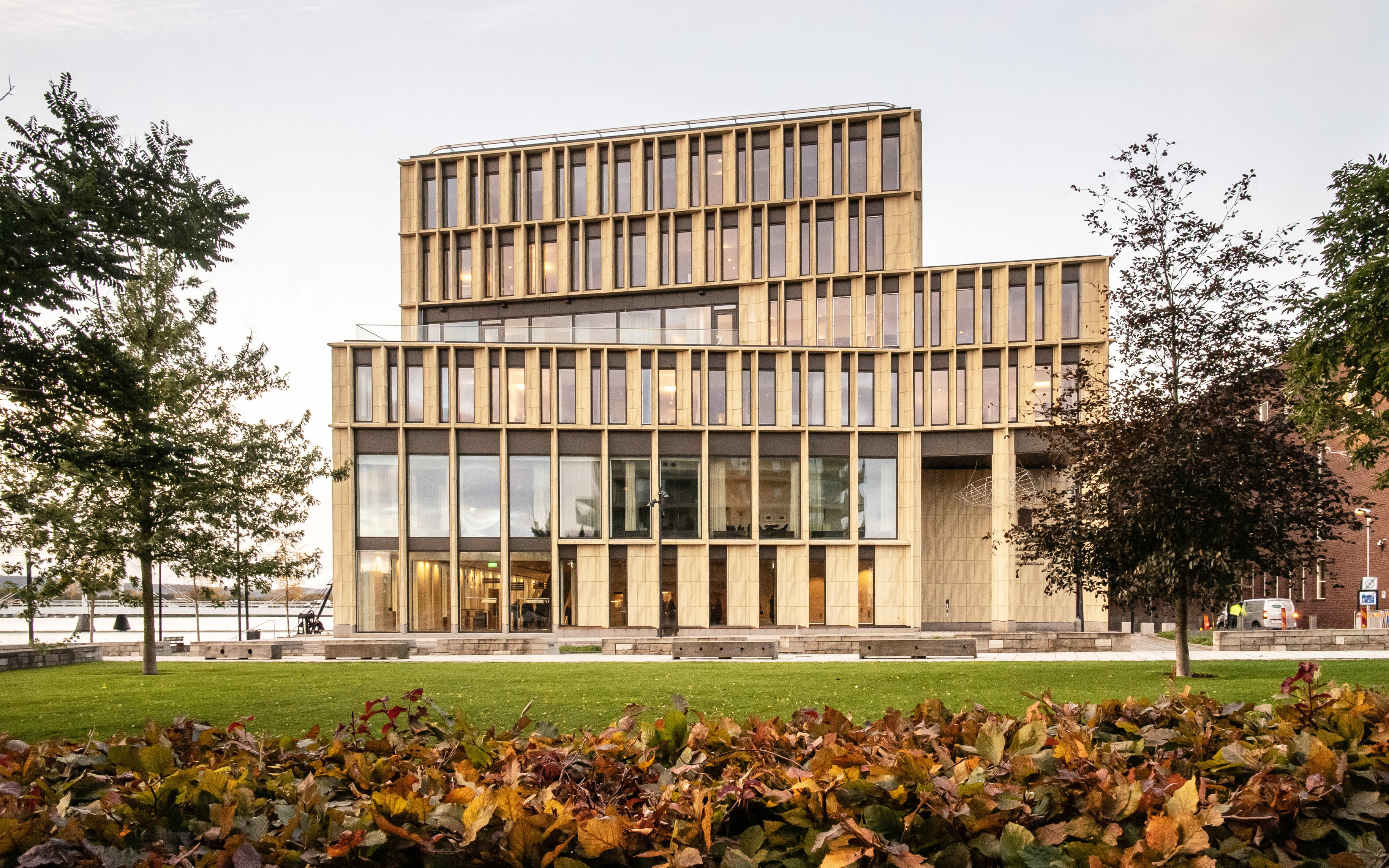
Göta hovrätts och Kammarrättens i Jönköping byggnad, sedd från Bastionsparken